# Francisco Yrarrázaval Correa
Francisco Hipólito de los Ángeles Yrarrázaval Correa (Santiago, 13 de agosto de 1879-Graneros, 12 de septiembre de 1948) fue un político y agricultor chileno.

## Vida
Era hijo del exparlamentario Carlos Yrarrázaval Larraín y de Nicolasa Correa Blanco. Estudió en el Colegio San Ignacio durante los años 1890 a 1897. Se dedicó a las actividades agrícolas.
Se casó en Santiago el 31 de mayo de 1912, con María Covarrubias Valdés, teniendo veintiún hijos.
Militó en el Partido Conservador. Fue electo diputado por Rancagua, Cachapoal y Maipo, durante el período 1915-1918; integró la Comisión Permanente de Asistencia Pública y de Culto.
Falleció en Graneros el 12 de septiembre de 1948.